# Щепаньский, Людвиг
Людвиг Щепаньский (пол. Ludwik Szczepański; 5 марта 1872, Краков — 9 февраля 1954, Краков) — польский поэт-модернист, писатель, публицист, журналист.
Он был сыном писателя и журналиста Альфреда Щепаньского и отцом скалолазов Яна Альфреда Щепаньского и Альфред Щепаньского.
Стихотворения Людвига Щепаньского изданы в двух томах «Srehrne noce» и «Lunatica» (1897); во многих из них чувствуется влияние Верлена, заметен культ красоты, мистических видений и снов.
В 1897 г. основал литературно-художественный журнал «Życie» («Жизнь»).